# 丹尼爾·巴拉德
丹尼爾·巴拉德（Daniel George Ballard，1999年9月22日—），是一名北愛爾蘭職業足球員，現效力於英格兰足球超级联赛球會桑德兰和北愛爾蘭足球代表隊。司職中堅。

## 球會生涯
巴拉德於英格蘭斯蒂夫尼奇出生。2019年7月，他被外借至英格蘭足球乙級聯賽球隊斯温登。8月6日，巴拉德於英格蘭足球聯賽錦標賽對陣車路士 U21時攻入1球。

### 黑池（外借）
2020年10月，巴拉德被外借至英格蘭足球甲級聯賽球會黑池，直至2021年1月。10月20日，他於主負查爾頓0比1的聯賽中，首次代表球隊上陣。2021年1月5日，球會宣佈將繼續租借，直至季尾。3月2日，巴拉德於對陣克鲁時攻入1球，最終雙方以1比1打成平手。

### 米禾爾（外借）
2021年7月1日，巴拉德被外借至英格蘭足球冠軍聯賽球會米禾爾。

## 國家隊生涯
巴拉德於英格蘭出生，亦因其母親為北愛爾蘭人，有資格代表北愛爾蘭上陣。
巴拉德曾代表北愛爾蘭 U18和北愛爾蘭 U21上陣。2019年3月，他首次獲得北愛爾蘭足球代表隊的徵召。2020年9月4日，巴拉德首次代表北愛爾蘭隊上陣，對手為羅馬尼亞國家足球隊，雙方最終以賽和1比1

## 生涯統計

### 球會生涯
截至2019年8月17日
| 球會           | 賽季        | 聯賽               | 聯賽 | 聯賽 | 英格蘭足總盃 | 英格蘭足總盃 | 英格蘭聯賽盃 | 英格蘭聯賽盃 | 歐洲賽事 | 歐洲賽事 | 其他 | 其他 | 總計 | 總計 |
| 球會           | 賽季        | 聯賽               | 出場 | 入球 | 出場         | 入球         | 出場         | 入球         | 出場     | 入球     | 出場 | 入球 | 出場 | 入球 |
| -------------- | ----------- | ------------------ | ---- | ---- | ------------ | ------------ | ------------ | ------------ | -------- | -------- | ---- | ---- | ---- | ---- |
| 阿森纳         | 2019-20賽季 | 英格兰足球超级联赛 | 0    | 0    | 0            | 0            | —            | —            | 0        | 0        | 0    | 0    | 0    | 0    |
| 斯温登（外借） | 2019-20賽季 | 英格蘭足球乙級聯賽 | 1    | 0    | —            | —            | 1            | 0            | —        | —        | 1    | 1    | 3    | 1    |
| 總計           | 總計        | 總計               | 1    | 0    | 0            | 0            | 1            | 0            | 0        | 0        | 1    | 1    | 3    | 1    |

1. ↑  於英格蘭足球聯賽錦標賽出場

### 國家隊上陣記錄
截至2020年11月21日
| 國家隊             | 年份 | 出場 | 入球 |
| ------------------ | ---- | ---- | ---- |
| 北愛爾蘭足球代表隊 | 2020 | 5    | 0    |
| 總計               | 總計 | 5    | 0    |